# Max Walden
Max Friedrich Walden (ursprünglich Max Simonsohn) (* 17. Juni 1861 in Berlin; † unbekannt, nach 1936) war ein deutscher Sänger, Librettist, Theater- und Filmschauspieler sowie Regisseur.

## Leben und Wirken
Max Walden stammte aus einer jüdischen Familie in Berlin und änderte früh seinen Namen, was ihm half, schnell in Engagements als Schauspieler zu kommen. Als 17-Jähriger stand er erstmals auf der Bühne, als Mitglied des Ensembles eines reisenden Theaterdirektors in Anklam; im Anschluss daran zog er mit einer reisenden Theatertruppe mit Thespiskarren durch Brandenburg und gehörte damit zunächst zu den wandernden Schaustellern, gefolgt von zahlreichen Saison-Engagements in kleinen deutschen Städten, von Quedlinburg bis Graudenz, und einem Engagement im damals zum Russischen Reich gehörenden Warschau. 
Er begann seine eigentliche Karriere als Charakterkomiker in St. Petersburg in Russland (1884), womit er kaiserlich-russischer Hofschauspieler wurde, und wurde dort 1885 vom Herzog von Meiningen mit der goldenen Medaille für Kunst und Wissenschaft ausgezeichnet. Max Walden erhielt 1889 ein Engagement im Berliner Victoria-Theater, wo er unter anderem in einem Stück von Jules Verne auftrat, wechselte aber im Herbst desselben Jahres bereits vorübergehend nach Prag an das Königlich-Deutsche Landes-Theater. Er kehrte nach Berlin an das Victoria-Theater zurück (wo er 305 Mal im Stück Stanley in Afrika auftrat, womit er seinen Erfolg konsolidierte). 
Er spielt auch am Residenz-Theater in Berlin, wurde von Emil Thomas für sein neues Theater angeheuert und nahm 1892 mit diesem ein Engagement in New York City an (wovon die New York Times am 12.10.1892 berichtet), gefolgt von Vorstellungen in weiteren amerikanischen Städten. Nach Rückkehr nach Deutschland war er ab dem Moment von dessen Neugründung als 1. Charakterkomiker am Berliner Schiller-Theater tätig und 1897/98 Theaterdirektor mit eigener Theatertruppe im Alten Theater des Hotel Goldener Ring in Cottbus und führte Schillers Don Carlos auf. Seit 1901 war er Schauspieler und Theaterregisseur in Hannover, wo er 1902/03 als Fabrikant Wiedebrecht im Lustspiel Im bunten Rock Erfolge feierte. 1907 brachte er als Regisseur das Lustspiel Seine Hoheit auf die Bühne im Deutschen Theater, Hannover und ist kurz darauf erneut in New York. Gemäß dem Bühnenjahrbuch war er bis 1926/27 an einer stehenden Bühne engagiert. Er war in der Zeit Spielleiter und Schauspieler am Theater in der Lützowstraße in Berlin und war 1928/29 Oberspielleiter am Wallner-Theater in Berlin (als gastierender Künstler) und ansässig in der Villa Walden in der Veltheim-Promenade 12 in der 1911 gegründeten Villenkolonie (heute Zeltinger Straße). Er wird noch bis 1935 im Bühnenjahrbuch aufgeführt, wird aber aufgrund jüdischer Herkunft mit Berufsverbot belegt und wird in den folgenden Jahrgängen nicht mehr aufgeführt. Sein weiteres Schicksal ist bisher nicht erforscht.
In den 1920er Jahren machte er eine zweite Karriere als Schlagersänger und Filmschauspieler. Sein Chanson "Max und Moritz", der durch Verkauf auf Schellackplatte einen moderaten Erfolg genoss, wurde in neuerer Zeit erneut aufgelegt. Zahlreiche Schlager und von ihm gesungene Stücke aus Opern und Operetten wurden auf Schellackplatten veröffentlicht.
Im – im Übrigen von der Kritik abfällig beurteilten – Film "Es war einmal ein treuer Husar" von 1929 spielte er die Rolle des Amor. Der Film war, passend zu Max Waldens öffentlicher Persona, angelehnt an leichten Schlager-Motiven, und wurde wegen der darin thematisierten erotischen Verwicklungen mit Jugendverbot belegt.
Max Walden wird in den einschlägigen Nachschlagewerken erwähnt, aber meist wenig detailliert, wozu Wilhelm Kosch vermerkt, „dass er fast nur an Operetten- und Lustspielhäusern tätig war, deren Personal von der Theatergeschichtsschreibung leider meist stiefmütterlich behandelt und wenig beachtet wurde“.

## Filmografie
- 1929: Es war einmal ein treuer Husar (von der Zensur geprüft 18.1.1929, Arbeitstitel des Films: Freud und Leid aus der Karnevalszeit, Max Walden in der Rolle des „Amor“), Deutschland, Drama, Albö-Film GmbH in Berlin, Drehbuch: Marie-Louise Droop, Regie: Carl Heinz Wolff[13]

## Werkverzeichnis als Librettist
- 1893: Libretto Der Amazonenkönig, Posse 4, Uraufführung in Halle an der Saale 1893, gesungen von C. Schüler[14]
- 1913: Libretto Nu schlägt’s 13!!, Posse 3, Hannover 1913, gesungen von H. Busse[15]

## Werkverzeichnis als Schlagersänger
Veröffentlichte Schellackplatten
- Behüt' dich Gott: a. d. Oper "Trompeter v. Säckingen" / Nessler, Interpret: Max Walden, Apollo-Theater Berlin mit Beka-Orchester, Berlin (Signatur: T 2009 HB 04124)
- Das Lied vom dummen Reitersmann: aus "Die lustige Witwe" / Lehár, Interpreten: Többhangu énekek, Brunhilde Ellis, Max Walden (Matritzennummer: 9801-III)
- Der kleine Finkenhahn, Le petit pinson, The little finch, Interpret: Max Walden, Berlin (Signatur: T 2011 HB 00476)
- Der Vorschuss auf die Seligkeit: aus der Revue "Auf in's Metropol" / Holländer, Interpret: Max Walden, Apollo-Theater Berlin mit Beka-Orchester, Berlin (Signatur: T 2010 HB 09763)
- Flüsterndes Silber, rauschende Welle: Duett (E-Dur) / von Melchert, Interpreten: August Böckmann, Tenor, u. Max Walden, Bariton, Berlin (Signatur: T 2011 HB 00972)
- Mägdelein, hör' meine Mahnung / Böhme, Interpret: Max Walden, Apollo-Theater, Berlin, mit Beka-Orchester, Berlin (Signaturen: T 2010 HB 15904, T 2011 HB 03874)
- Max und Moritz: Duett / v. E. Neumann, Interpreten: August Böckmann, Tenor, u. Max Walden, Bariton, Berlin (Signatur: T 2011 HB 00972)
- O Dirndl mein: Duett, (D-dur), Interpreten: August Böckmann, Tenor und Max Walden, Bariton, Berlin (Signatur: T 2010 HB 05717)
- Schaukellied: aus der Revue "Auf in's Metropol" / Holländer, Interpret: Max Walden, Apollo-Theater Berlin mit Beka-Orchester, Berlin (Signatur: T 2010 HB 09763)
- Stille Liebe: Duett, (F-dur), Interpreten: August Böckmann, Tenor und Max Walden, Bariton, Berlin (Signatur: T 2010 HB 05717)
- Tirili: Intermezzo / Kollo, Interpret: Max Walden, Apollo-Theater, Berlin, mit Beka-Orchester, Berlin (Signatur: T 2010 HB 15904)
- Viljalied: a. d. Operette "Lustige Witwe" / Lehár, Interpret: Max Walden, Apollo-Theater Berlin mit Beka-Orchester, Berlin (Signatur: T 2009 HB 04124)
- Willst Du mein Cousinchen sein?: aus "Der Teufel lacht dazu" / Hollaender, Interpreten: Többhangu énekek, Brunhilde Ellis, Max Walden (Matritzennummer: 9802-II)

## Familie
Er war mit der Sängerin und Schauspielerin Anna von Wegern in New York und Hannover verheiratet, die nach Trennung von ihm unter dem Pseudonym Anna Jordan in US-amerikanischen Stummfilmen auftrat. Ein Schwager seiner Frau war der Bayreuther Wagner-Sänger Benno Hirsch, später Schauspieler in den USA, und eine Schwester seiner Frau die marokkanisch-deutsche Opernsängerin Matilde Mercedes Kuhl von Henning de Abella, die in Mogador lebte. Eine Nichte war Ruth Smidt geb. Kühl (1910-2008), die mit dem bundesdeutschen Admiral Karl E. Smidt (1903-1984) verheiratet war.